# Guzmania sieffiana
Guzmania sieffiana är en gräsväxtart som beskrevs av Hans Edmund Luther. Guzmania sieffiana ingår i släktet Guzmania och familjen Bromeliaceae. Inga underarter finns listade i Catalogue of Life.